# William Hudson
William Hudson (Kendal, 1730 – Londen?, 23 mei 1793) was een Brits botanicus en apotheker. Hij was een van de eerste Britse botanici en mycologen, die een omvangrijke publicatie over inheemse paddenstoelen heeft uitgebracht. Hij was demonstrateur en directeur van de Chelsea Physic Garden tussen 1765 en 1771.
Zijn belangrijkste publicatie, Flora Anglica, werd in 1762 uitgebracht. Een jaar eerder, op 5 november 1761, werd hij Fellow of the Royal Society. In 1757 werd hij adjunct-bibliothecaris bij het British Museum. Ook was hij lid van de Linnean Society of London.
Hij werkte van 1765 tot 1771 eveneens mee aan de publicatie Praefectus Horte. Ook deelde hij de door John Ray (1627–1705) beschreven planten in volgens de classificatie van Carl Linnaeus.

## Publicatie
- Flora Anglica. Nourse, London 1762-98 p.m.

## Bron
- Allen G. Debus (dir.) (1968). World Who’s Who in Science. A Biographical Dictionary of Notable Scientists from Antiquity to the Present. Marquis-Who’s Who (Chicago) : xvi + 1855 p. ISBN 0837910013

- Bibsys: 2032388
- Author citation (botany): Huds.
- Gemeinsame Normdatei: 117539082
- International Standard Name Identifier: 0000 0000 5114 3432
- Library of Congress Control Number: n82207976
- Nederlandse Thesaurus van Auteursnamen: 138748713
- LIBRIS: 190951
- SNAC: w64b3fbh
- Système universitaire de documentation: 250072009
- Museum of New Zealand Te Papa Tongarewa: 50076
- Virtual International Authority File: 30316052
- WorldCat: E39PBJmXDYcMtThtH6MWHw7yh3